# Zaurbek Sidakov
Zaurbek Kazbekovhich Sidakov (russo:  Заурбек Казбекович Сидаков; IPA: [zəʊrˈbʲek sʲɪˈdakəf]; Beslan, 14 de março de 1996) é um lutador de estilo-livre russo, campeão olímpico.

## Carreira
Sidakov esteve nos Jogos Olímpicos de Verão de 2020 em Tóquio, onde participou do confronto de peso leve, conquistando a medalha de ouro como representante do Comitê Olímpico Russo após derrotar na final o bielorruso Mahamedkhabib Kadzimahamedau.